# Rena DeAngelo
Rena DeAngelo ist eine Szenenbildnerin.

## Leben
DeAngelo begann ihre Karriere im Filmstab 1995 als Garderobiere und begann 1998 als Szenenbildnerin zu arbeiten. Neben großen Hollywoodproduktionen wie Weil es Dich gibt und Hitch – Der Date Doktor arbeitete sie auch für das US-amerikanische Fernsehen, wo sie unter anderem an Mad Men und Die Sopranos mitwirkte. Für Steven Spielbergs Bridge of Spies – Der Unterhändler war sie zusammen mit Adam Stockhausen und Bernhard Henrich 2016 für den Oscar in der Kategorie Bestes Szenenbild nominiert. Für Spielberg arbeitete sie 2017 erneut an Die Verlegerin. 2014 war sie als Reporterin in einer kleinen Rolle in der James-Brown-Filmbiografie Get on Up zu sehen.

## Filmografie (Auswahl)
- 2001: Weil es Dich gibt (Serendipity)
- 2002: Dem Himmel so fern (Far from Heaven)
- 2005: Hitch – Der Date Doktor (Hitch)
- 2005: Lord of War – Händler des Todes (Lord of War)
- 2005: The Producers
- 2007: Across the Universe
- 2008: Zufällig verheiratet (The Accidental Husband)
- 2010: Betty Anne Waters (Conviction)
- 2011: The Help
- 2013: Ganz weit hinten (The Way, Way Back)
- 2013: Side Effects – Tödliche Nebenwirkungen (Side Effects)
- 2014: Get on Up
- 2014: Der Richter – Recht oder Ehre (The Judge)
- 2015: Bridge of Spies – Der Unterhändler (Bridge of Spies)
- 2016: Die Jones – Spione von nebenan (Keeping Up with the Joneses)
- 2017: Die Verlegerin (The Post)
- 2018: Ocean’s 8
- 2019: Der Distelfink (The Goldfinch)
- 2021: West Side Story

## Auszeichnungen (Auswahl)
- 2016: Oscar-Nominierung in der Kategorie Bestes Szenenbild für Bridge of Spies – Der Unterhändler
- 2022: Oscar-Nominierung in der Kategorie Bestes Szenenbild für West Side Story